# 大和与一
大和 与一（やまと よいち、1908年〈明治41年〉12月3日 - 1988年〈昭和63年〉4月29日）は、昭和期の労働運動家、政治家。参議院議員（3期）。剣道5段で日本武道館常任理事を務めた。

## 経歴
大韓帝国、のちの京城府（現ソウル特別市）で運送店経営・大和興次郎、露子の長男として生まれる。龍山中学校（現龍山高等学校）を経て、1934年（昭和9年）早稲田大学専門部政経科を卒業した。
朝鮮総督府鉄道局に入局し、終戦時は釜山駅旅客主任を務めていた。朝鮮半島からの引揚者60万人の輸送に従事し最終船で日本に戻り、1946年（昭和21年）運輸省鉄道総局東京鉄道局桐生駅駅手に就任。日本国有鉄道が発足し高崎鉄道管理局勤務となる。
1947年（昭和22年）国鉄労働組合分会長に就任。以後、国労高崎支部長、同高崎地方本部委員長、同中央執行委員長、群馬県地方労働委員会委員、同県地方労働組合評議会議長などを務めた。1952年（昭和27年）12月、1日間の一斉賜暇闘争の実力行使を指令したことで、公共企業体等労働関係法（現行政執行法人の労働関係に関する法律）違反の解雇第1号（3名）となった。
1953年（昭和28年）4月の第3回参議院議員通常選挙に全国区から左派社会党公認で出馬して初当選。1959年（昭和34年）6月の第5回通常選挙では群馬県地方区から出馬して再選され、第7回通常選挙でも当選し、参議院議員を連続3期務めた。この間、日本社会党中央執行委員、同労働局長、同群馬県本部委員長、同参議院国会対策委員長、参議院運輸委員長、同建設委員長、同石炭対策特別委員長、在外財産問題審議会委員、鉄道建設審議会委員などを務めた。1971年（昭和46年）6月の第9回通常選挙には出馬せず引退し、身体障害者雇用審議会委員、社会福祉法人全国鉄身障者協会理事長を務めた。
1988年（昭和63年）4月29日死去、79歳。死没日をもって勲二等旭日重光章追贈（勲七等からの昇叙）、正四位に叙された。

## 著作
- 『アフリカの現実と明暗』共栄出版、1967年。
- 述『国鉄は今後どうすればよくなるか』全国鉄身障者協会、1973年。